# I. M. Pei
Ieoh Ming Pei (26. dubna 1917 Kanton, Čína – 16. května 2019), známý hlavně pod iniciály I. M. Pei, byl americký architekt čínského původu. V roce 1983 obdržel Pritzkerovu cenu. Pracoval s abstraktní formou a používal kámen, beton, sklo a ocel. K jeho nejznámějším projektům patří Pyramida v Louvru (1989) a další stavby různých muzeí a galerií.

## Život a tvorba

### Mládí a studia
Pei se narodil v Kantonu v Číně dne 26. dubna 1917 do rodiny čínského bankéře, měl čtyři sourozence. O rok později se rodina přestěhovala do Hongkongu, kde chodil na základní školu. V jeho deseti letech se rodina se později odstěhovala do Šanghaje. Letní prázdniny trávil v nedalekém Su-čou, městě poblíž Šanghaje v blízkosti zahrad v Su-čou, která je nyní součástí světového dědictví jako Classical Gardens of Suzhou. Pei miloval, jak se kombinovaly budovy a příroda, a měl zvláště rád způsob, jakým se kombinovalo světlo a stín.
V Šanghaji studoval anglikánskou střední školu, poté se rozhodl jít na univerzitu. V roce 1935 přesídlil do Spojených států. Byl přijat na několik univerzit, vybral si studium architektury na Pensylvánské univerzitě ve Filadelfii ve Spojených státech. Samotné studium ho však zklamalo, když se zaměřovalo na klasickou architekturu, jeho však přitahovala spíše moderní architektura. Proto se rozhodl školu opustit a přihlásil se na inženýrství na MIT. Děkan architektury ho však přesvědčil, aby i na MIT studoval architekturu. I tam se však studium zaměřovala převážně na klasickou architekturu, v univerzitní knihovně tak alespoň studoval knihy Le Corbusiera, inspiroval ho také rodící se internacionální styl a díla Franka Lloyda Wrighta.
V roce 1940 získal na MIT titul bakaláře architektury. Posléze se zapsal na Harvard Graduate School of Design, kde studoval u Waltera Gropiuse, německého modernistického architekta a zakladatele výtvarné školy Bauhaus. V době druhé světové války pracoval ve výzkumu zbraňových technologií; v rámci organizace National Defense Research Committee se sídlem v Princetonu se stal expertem na fuzní bomby. V roce 1942 se oženil s Eileen Loo, původem z významné čínské rodiny, která tou dobou dokončila studium umění na Wellesley College v Massachusetts. Roku 1946 získal titul magistra architektury, posléze na Harvardu i krátce učil.

### 50. a 60. léta
V období let 1948–1955 pracoval pro studio Webb and Knapp newyorského developera a realitního podnikatele Williama Zeckendorfa. V roce 1955 založil společně se svými bývalými spolupracovníky Henrym N. Cobbem (jeho bývalý student z Harvardu) a Easonem Leonardem vlastní architektonické studio I. M. Pei & Associates, které zpočátku spolupracovalo s Zeckendorfem a realizovalo jeho americké projekty, například v New Yorku a Filadelfii. Úplně nezávislým na firmě Webb and Knapp se studio stalo až v roce 1960.

### 70. léta
V pozdějších letech navrhl mnoho významných a oceňovaných staveb, k nimž patří zejména projekty brutalistické a tvorbou Louise Kahna inspirované stavby výzkumného centra Mesa Laboratory amerického Národního centra pro výzkum atmosféry v Coloradu (1967) a budov Herbert F. Johnson Museum of Art (1973), John Hancock Tower (1976) a Knihovny prezidenta Johna F. Kennedyho (1979) v americkém Bostonu, přičemž zakázku na Kennedyho knihovnu mu zadala ještě v roce 1964 osobně Jacqueline Kennedyová. V roce 1978 byla otevřena podle jeho návrhu postavena tzv. Východní budova Národní galerie ve Washingtonu, která je dodnes řazena k provozně nejlépe řešeným galerijním stavbám vůbec. Po jejím dokončení získal v roce 1979 Zlatou medaili American Institute of Architects, nejvyšší ocenění této profesní organizace.
Peiova kariéra konce 70. let byla však současně poznamenána obrovskými komplikacemi, souvisejícími se stavbou bostonského mrakodrapu John Hancock Tower, z jehož fasády začaly vyčnívat a postupně vypadávat skleněné elementy. Postupně vypadala téměř třetina skla, a ačkoli podle odborníků nebyla chyba v Peiově návrhu, nýbrž v úplně novém typu dvojitého reflexního skla užitého při stavbě, tento problém ohrozil jeho profesní reputaci a jeho řešení si vyžádalo výměnu všech přibližně 10 000 tabulek a náklady ve výši několika milionů dolarů. Otevření budovy se zpozdilo téměř o tři roky, a architektonická firma I. M. Peie musela být kvůli masivnímu odlivu klientů téměř uzavřena.

### Pozdní kariéra
V roce 1983 obdržel Pritzkerovu cenu. Na konci osmdesátých let vytvořil I. M. Pei svůj patrně nejznámější projekt série tří pyramid v Louvru, vytvořených na základě zadání tehdejšího francouzského prezidenta Françoise Mitterranda. Idea moderních staveb ze skla a oceli přímo na hlavním nádvoří Palais du Louvre vyvolala obrovský nesouhlas obyvatelů Paříže; po svém dokončení v roce 1989 se však Pyramida v Louvru, která slouží jako hlavní vchod do muzea Louvre, stala jedním ze symbolů města.
V roce 1992 Pei odešel ze své původní architektonické firmy a vytvořil společně se svými syny novou společnost Pei Partnership.
K pozdějším Peiovým projektům patří například mrakodrap Bank of China Tower v Hongkongu (1989), hudební muzeum Rock and Roll Hall of Fame v Clevelandu (1995), muzeum moderního umění Musée d'art moderne Grand-Duc Jean v Lucemburku (2006), Muzeum islámského umění v Doze (2008), nebo vědecké centrum Macau Science Center v čínské oblasti Macao (2009).
Zemřel 16. května 2019 v Manhattanu ve věku 102 let.

## Vybrané práce

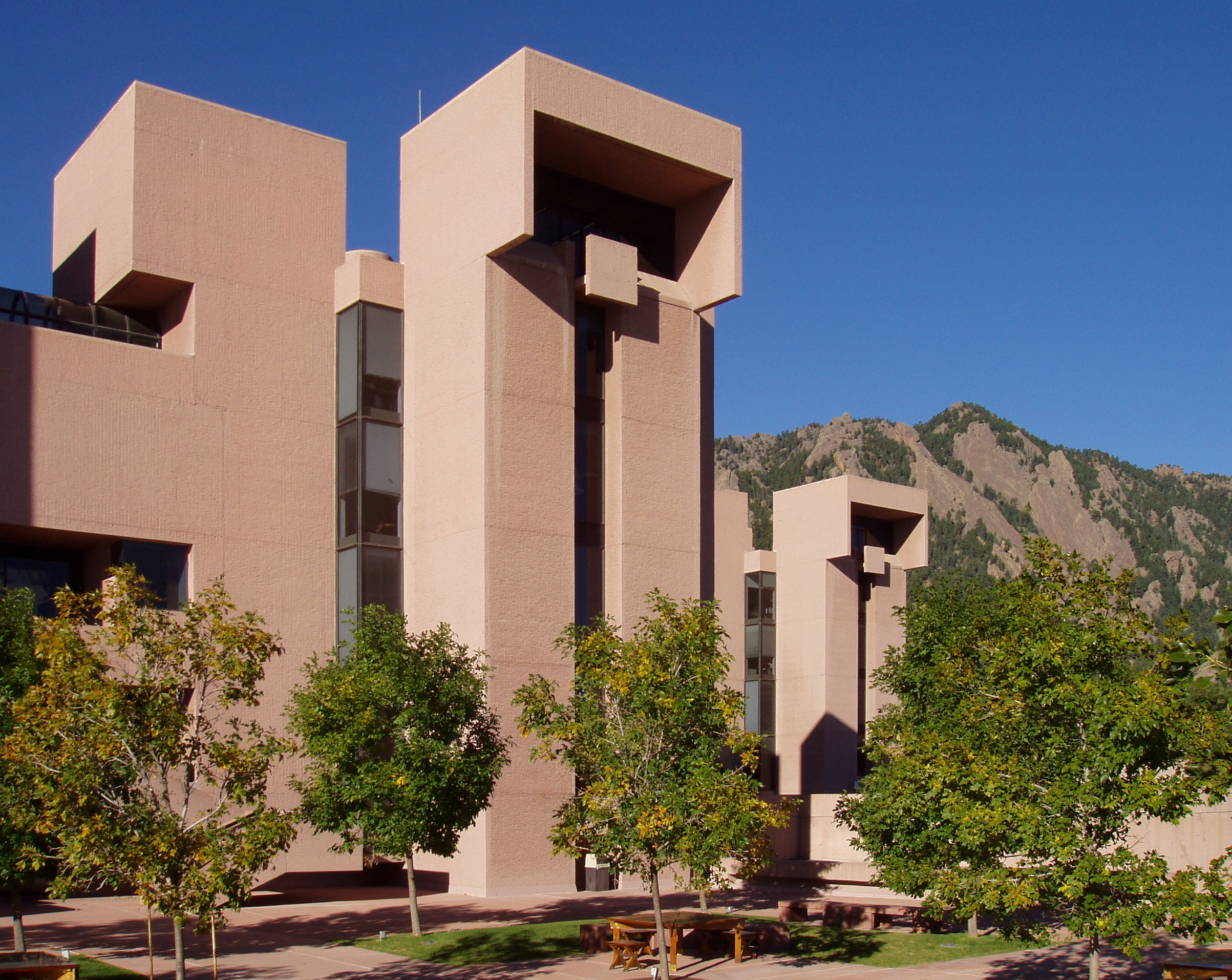
1961 – Národní centrum pro výzkum atmosféry, Boulder, USA
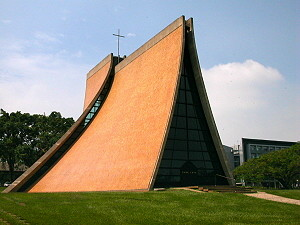
1963 – Luce Memorial Chapel, Tunghai University, Tchaj-wan
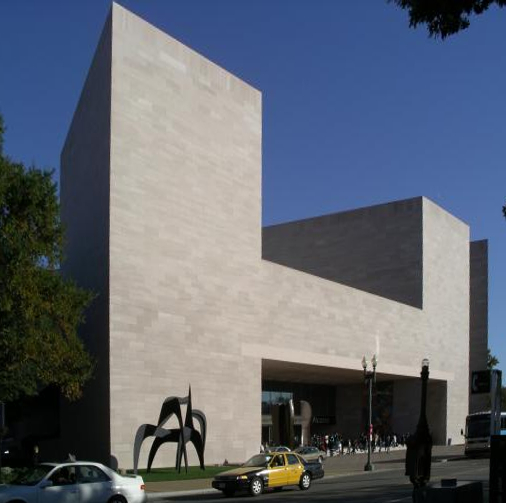
1974 – Východní budova Národní galerie ve Washingtonu
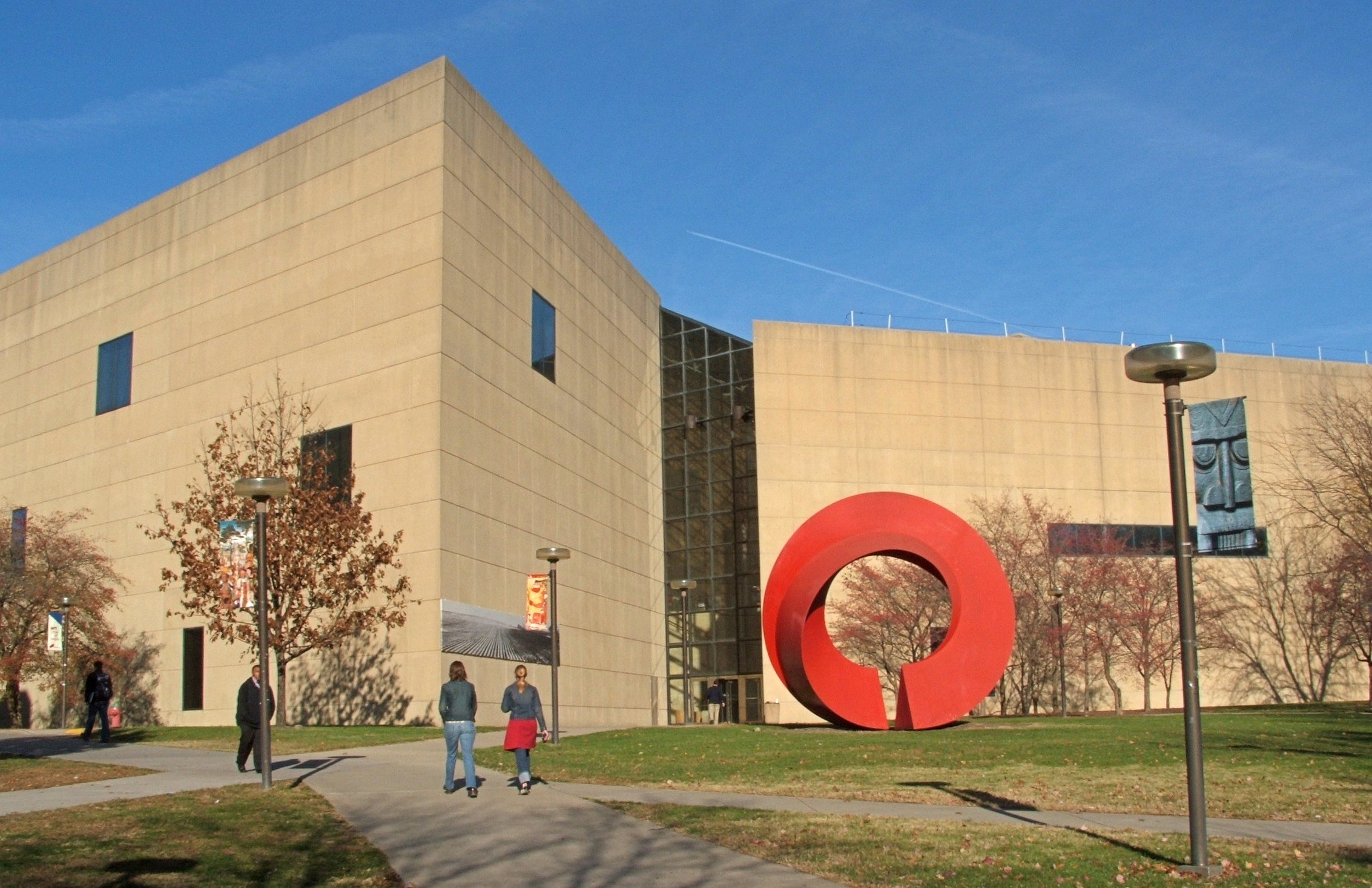
1978 – Indiana University Art Museum v Bloomingtonu, USA
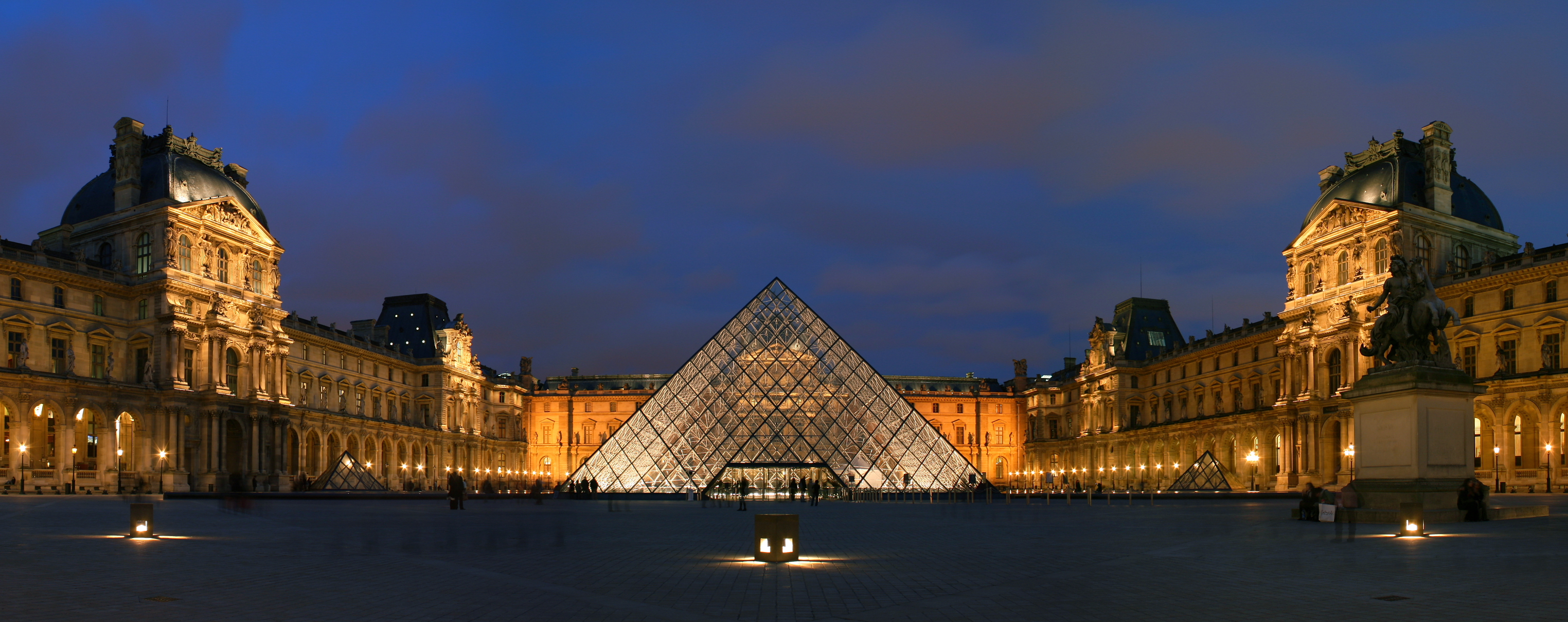
1984 – Pyramida v Louvru, Paříž, Francie
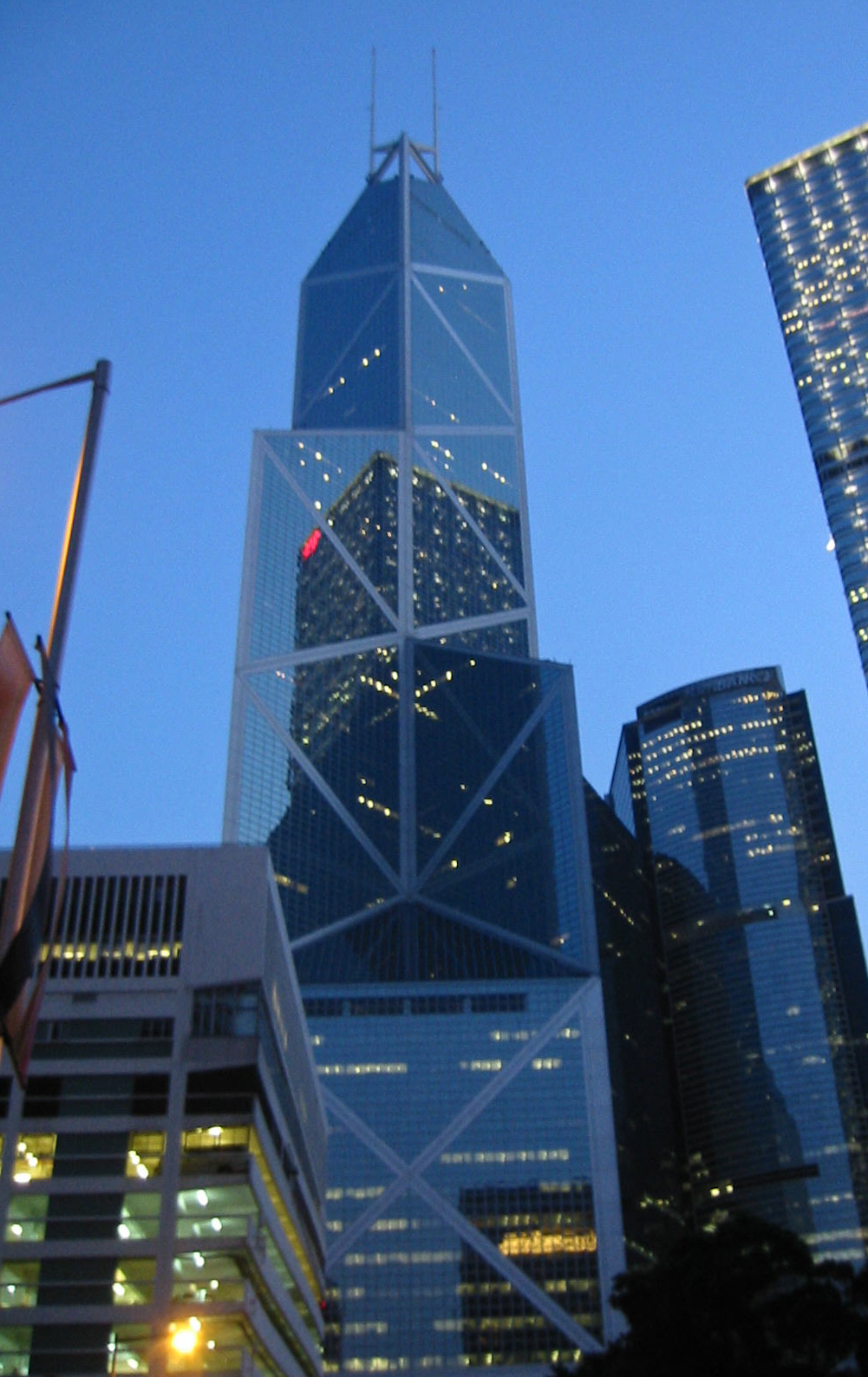
1989 – Bank of China Tower, Hongkong
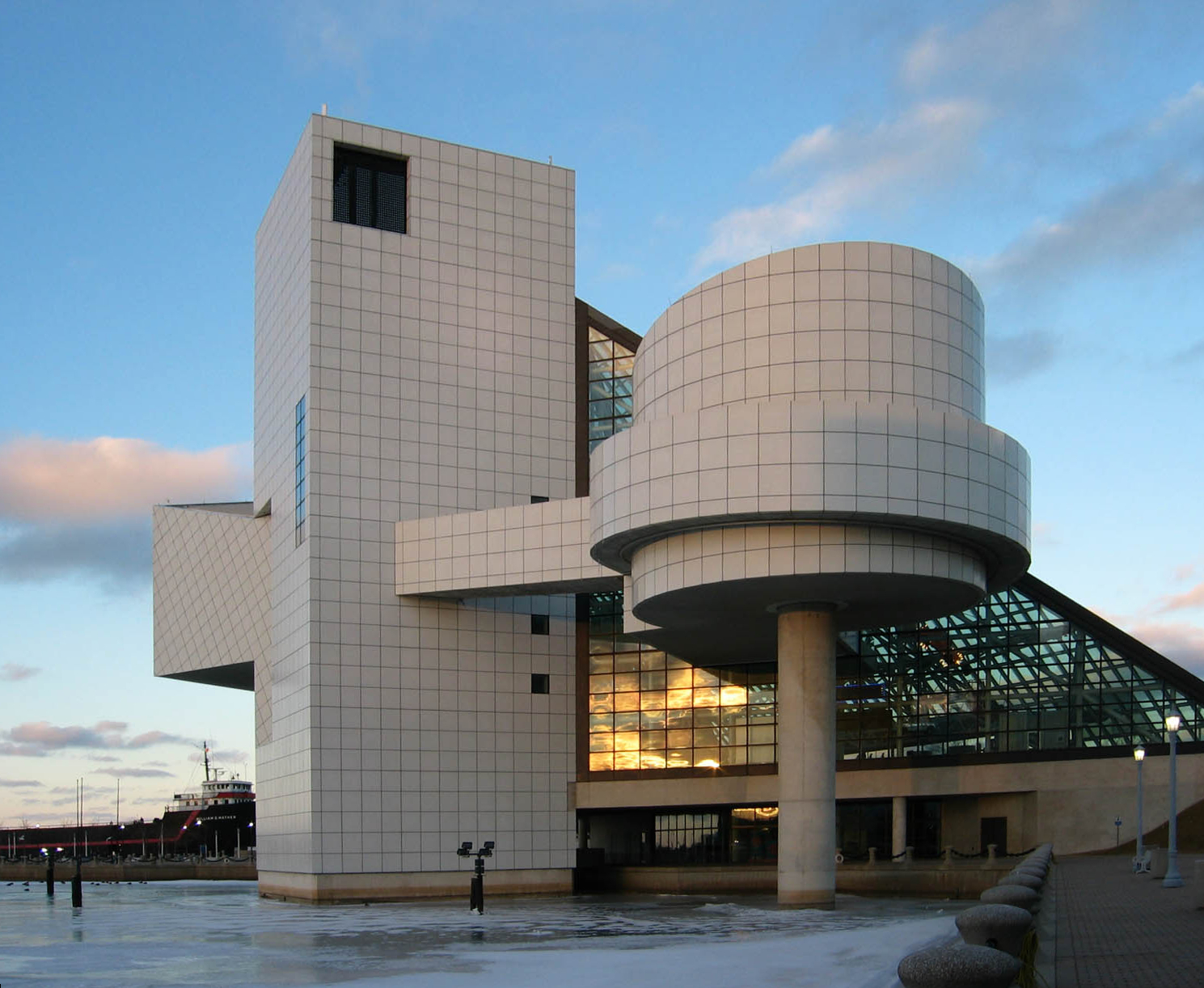
1995 – Rock and Roll Hall of Fame, Cleveland, USA